# SAR-Klasse 4E
Die SAR-Klasse 4E war eine Serie von 40 Elektrolokomotiven für den Betrieb mit 3 kV Gleichstrom Fahrleitungsspannung, die von der South African Railways (SAR) zwischen 1952 und 1954 in Dienst gestellt worden waren. Die Lokomotiven mit der Achsfolge 1’Co–Co1’ waren für den Einsatz auf der Bahnstrecke von Kapstadt über den Hex River Pass nach Touwsrivier in der Karoo bestimmt und hatten anfänglich den Übernamen Green Mamba „Grüne Mamba“.

## Hersteller

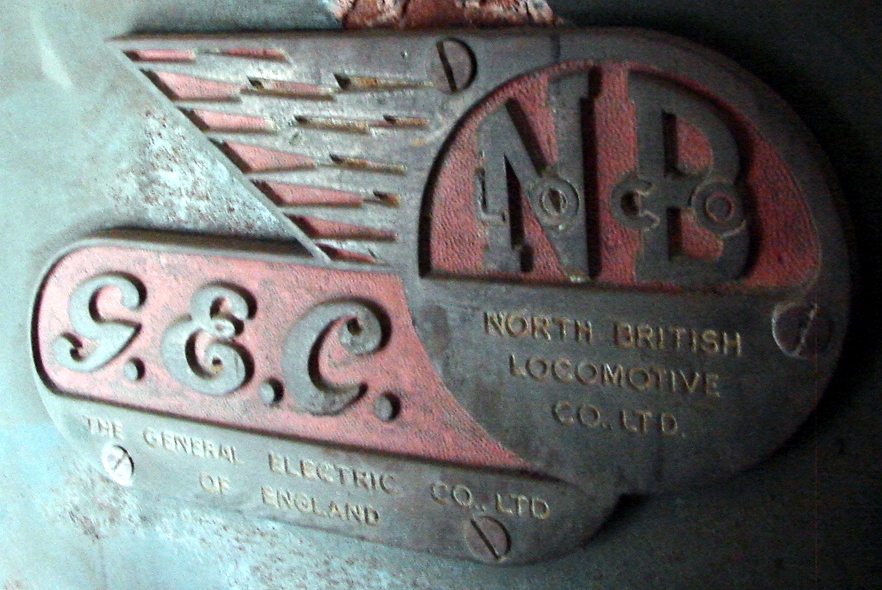
An den Stirnwandtüren angebrachte Logos von GEC und NBL

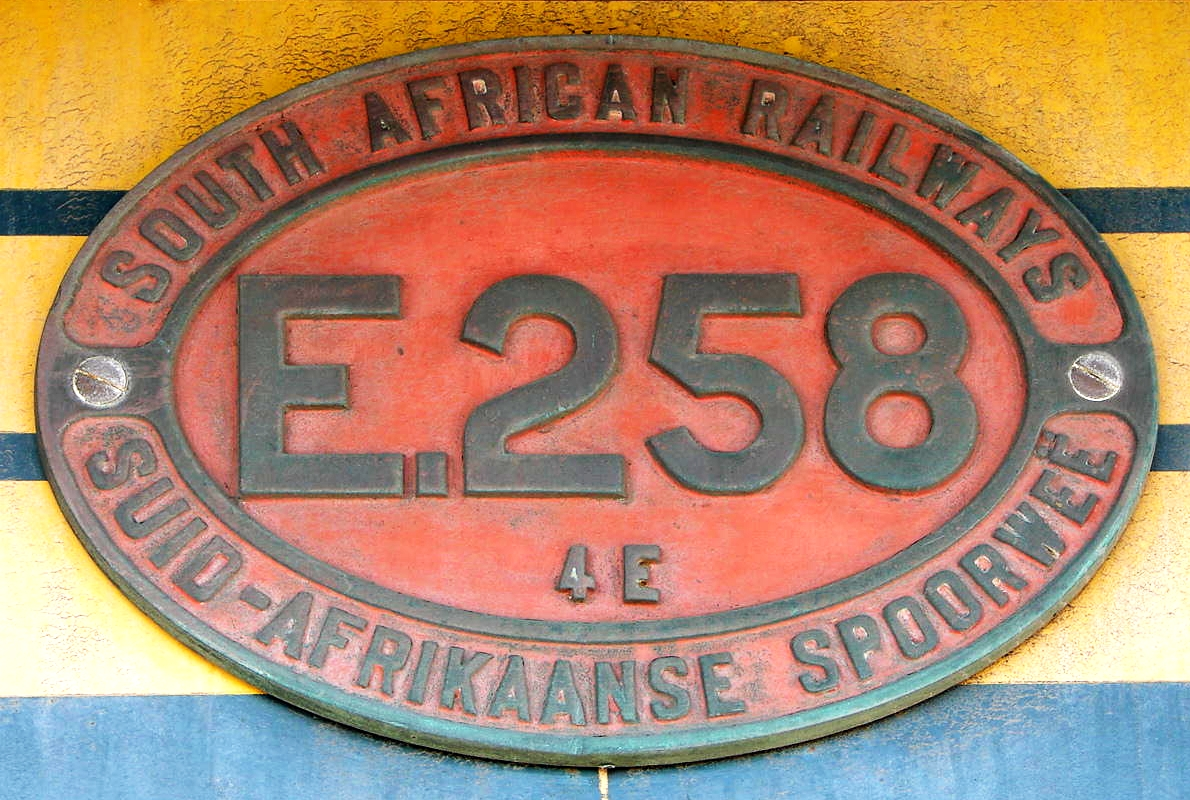
Loknummer der E258

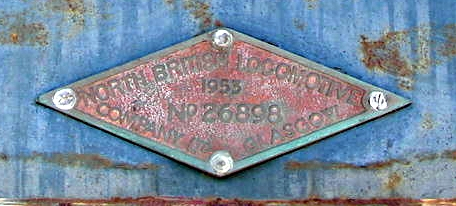
NBL Firmenschild der 4E mit der Nummer E258

Die Lokomotiven der Baureihe 4E wurden von General Electric Company (GEC) in Manchester konstruiert und von North British Locomotive Company (NBL) zwischen 1952 und 1953 in Glasgow gebaut. Sie trugen die Nummern E219 bis E258. Die Baureihe 4E war in ihrer Zeit eine der stärksten Elektrolokomotiven der Welt.

## Technik
Die Lokomotiven mit zwei Führerständen haben auf der linken Seite des Maschinenraums zwei große Lüftungsöffnungen, an der rechten Wand entlang führt der Seitengang durch den Maschinenraum, der die beiden Führerstände verbindet. Wie bei den Lokomotiven der Baureihen 1E, 2E und 3E sind auch bei der 4E die Mittelpufferkupplungen an den Drehgestellen montiert, so dass keine Zug- und Druckkräfte über den Wagenkasten übertragen werden.
Die Baureihe 4E hat zwei Triebgestelle mit je drei Triebachsen und einer Bisselgestell an den äußeren Enden. Dieselbe Achsanordnung wurde auch bei den Diesellokomotiven der Baureihe 32 angewandt, aber die 4E-Lokomotiven waren die einzigen Elektroloks mit dieser Achsfolge in Südafrika.

## Einsatz
Die Baureihe 4E war eigens für den Einsatz am Hex-River-Pass ausgelegt. Die von Kapstadt in Richtung Johannesburg fahrenden Züge wurden nach 238 km Fahrt auf der Ostseite des Passes in Touws River von Dampflokomotiven der Baureihen 23, 25 und 25NC übernommen und über die nicht elektrifizierte Strecke nach De Aar gebracht, von wo sie entweder über Kimberley oder Bloemfontein ihr Ziel erreichten.
Die ersten abgelieferten Lokomotiven wurden auf der Natal Main Line eingesetzt, bis die Elektrifizierung der Strecke Worchester–Touws River fertiggestellt war. Sie mussten aber vorzeitig von diesem Einsatz abgezogen werden, weil die engen Bögen der Strecke Rahmenbrüche verursachten.
Die erste 4E-Lokomotive, die nach Kapstadt verlegt wurde, war die E219. In ihrem neuen Einsatzgebiet verkehrte sie anfänglich auf den Strecken des mit 1500 V Gleichstrom betriebenen S-Bahn-Netzes, bevor dieses im November 1954 auf 3000 V umgestellt wurde. Die niedere Fahrleitungsspannung schränkte die Leistungsfähigkeit und den freizügigen Einsatz der Lokomotive stark ein.
Die E247 war für kurze Zeit im westlichen Transvaal-Kreis eingesetzt, als sie 1957 von Natal nach Kapstadt überführt wurde. Der Kreis hatte die Genehmigung, die Lokomotive während vier bis sechs Wochen zu nutzen, bevor sie nach Kapstadt abgegeben wurde.

## Hex-River-Tunnel-Projekt
Die Lokomotiven der Baureihe 4E wurden im Rahmen des Hex-River-Tunnel-Projektes beschafft, das zum Ziel hatte, die Strecke über den Hex-River-Pass mit Neigungen bis 25 ‰ und engen Bögen durch eine Strecke mit einer Neigung 15 ‰ zu ersetzen. Die neue Strecke hätte von einer 4E-Lokomotive in Einfachtraktion mit einem 1000-t-Zug befahren werden können, den sie auch in der Steigung hätte anfahren und auf 40 km/h beschleunigen können.
Der Bau der neuen Strecke wurde zwar 1945 begonnen, musste aber wegen finanziellen Schwierigkeiten auf unbestimmte Zeit verschoben werden, weshalb die 4E-Lokomotiven in Doppeltraktion auf der alten Strecke über den Berg eingesetzt werden mussten.
Die Bauarbeiten an den Tunnels wurden mehrmals wieder aufgenommen, mussten aber immer wieder wegen Finanznöten eingestellt werden, so dass die neue Strecke mit dem 13,5 km langen Tunnel erst am 27. November 1989 eröffnet werden konnte. Zu dieser Zeit waren die meisten 4E-Lokomotiven bereits ausrangiert, so dass die Serie ihrem ursprünglichen Verwendungszweck nie zugeführt werden konnte.

## Farbgebung
Die Baureihe 4E wurde in einem flaschengrünen Anstrich mit roten Bahnräumern geliefert. Die Farbe und die große Länge der Lok von fast 22 m brachten der Lok schnell den Übernamen afrikaans Groen Mamba „Grüne Mamba“ ein, welcher zu afrikaans Groot Mamba „Große Mamba“ wurde, als die um einiges kürzeren Lokomotiven der Baureihe 5E 1955 abgeliefert wurden, die den Übernamen afrikaans Klein Mamba „Kleine Mamba“ bekamen.
Bald nach der Betriebsaufnahme beschwerten sich die Landwirte im Hex River Valley, dass die Lokomotiven im grünen Anstrich schlecht zu sehen wären, wenn sie sich durch die Weinberge fahrend einem Bahnübergang näherten. Um die Sichtbarkeit zu verbessern, wurden rund um die Lok laufende gelbe Linien eingeführt, wobei verschiedene Varianten ausprobiert wurden. Schließlich entschied man sich für ein gelbes Band an der Seitenwand, das an der Stirnseite V-förmig zusammenlauft und dadurch an Schnurrhaare (englisch “Whiskers”) erinnert. Weiter wurden an der Seitenwand um das Nummernschild mehrere gelbe Bänder angeordnet. Dieses Whiskers Livery wurde später für alle Elektrolokomotiven der SAR übernommen.
Ab den 1960er-Jahren ersetzte allmählich ein Whiskers livery in Golfrot und Gelb den grün-gelben Anstrich.

## Fabriknummern
Die NBL-Fabriknummern der Lokomotiven der Baureihe 4E sind in der Tabelle aufgeführt.
| Lokomotivnummer | Werksnummer |
| --------------- | ----------- |
| E219            | 26859       |
| E220            | 26860       |
| E221            | 26861       |
| E222            | 26862       |
| E223            | 26863       |
| E224            | 26864       |
| E225            | 26865       |
| E226            | 26866       |
| E227            | 26867       |
| E228            | 26868       |
| E229            | 26869       |
| E230            | 26870       |
| E231            | 26871       |
| E232            | 26872       |
| E233            | 26873       |
| E234            | 26874       |
| E235            | 26875       |
| E236            | 26876       |
| E237            | 26877       |
| E238            | 26878       |
| E239            | 26879       |
| E240            | 26880       |
| E241            | 26881       |
| E242            | 26882       |
| E243            | 26883       |
| E244            | 26884       |
| E245            | 26885       |
| E246            | 26886       |
| E247            | 26887       |
| E248            | 26888       |
| E249            | 26889       |
| E250            | 26890       |
| E251            | 26891       |
| E252            | 26892       |
| E253            | 26893       |
| E254            | 26894       |
| E255            | 26895       |
| E256            | 26896       |
| E257            | 26897       |
| E258            | 26898       |

## Bilder
Das Hauptbild zeigt die Lok mit der Nummer E258 in einem frühen Anstrich in Grün und Gelb am 24. Mai 1993. Die Bilder zeigen einige der anderen Anstriche, welche die Lokomotiven während ihrer Einsatzzeit getragen haben.

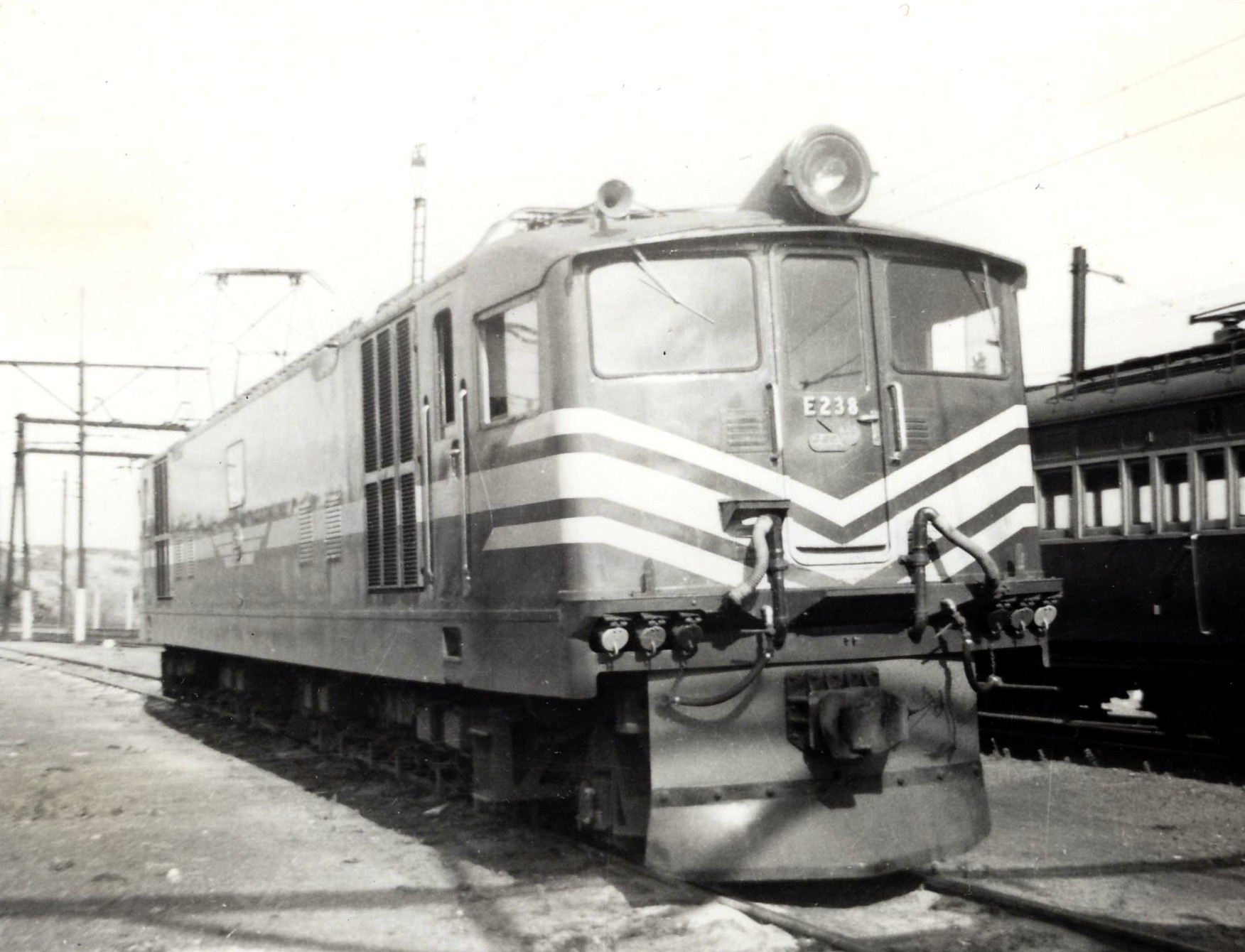
Lokomotive E238 im flaschengrün-gelben Whiskers Livery im Salt River Depot in Kapstadt am 7. Januar 1966
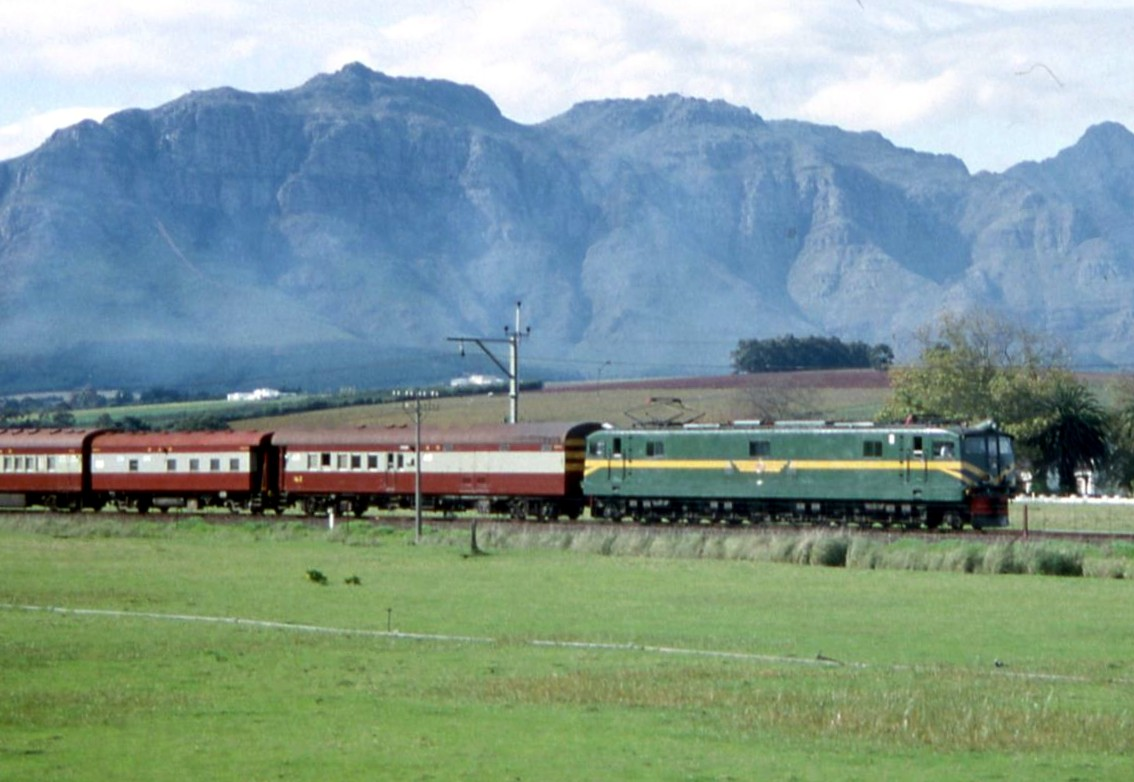
E258 zeigt sich am 24. Mai 1993 in der ganzen Länge, welche ihr den Übernamen Green Mamba einbrachte.
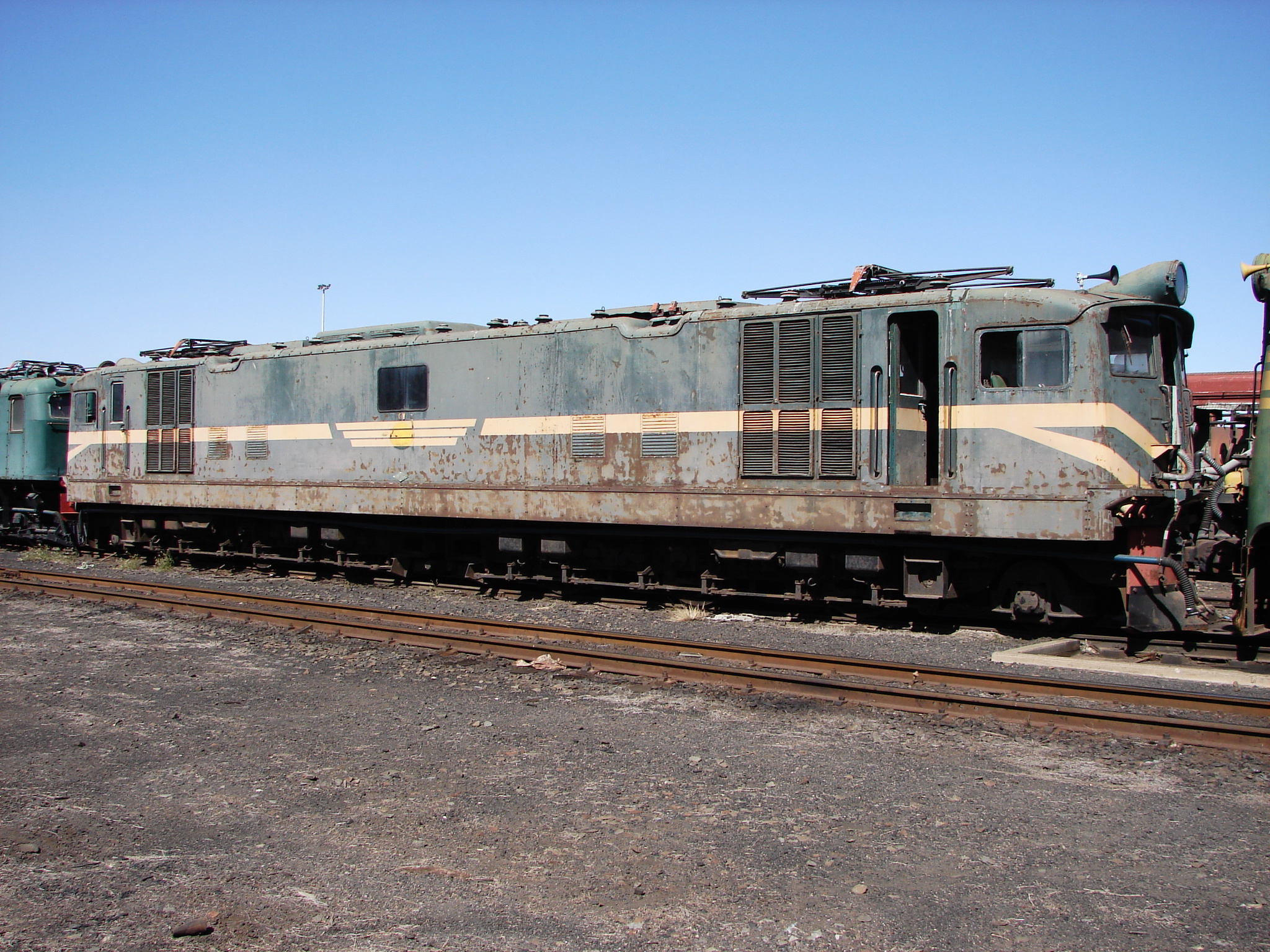
Rechte Seite der E258 in Bloemfontein am 18. September 2015
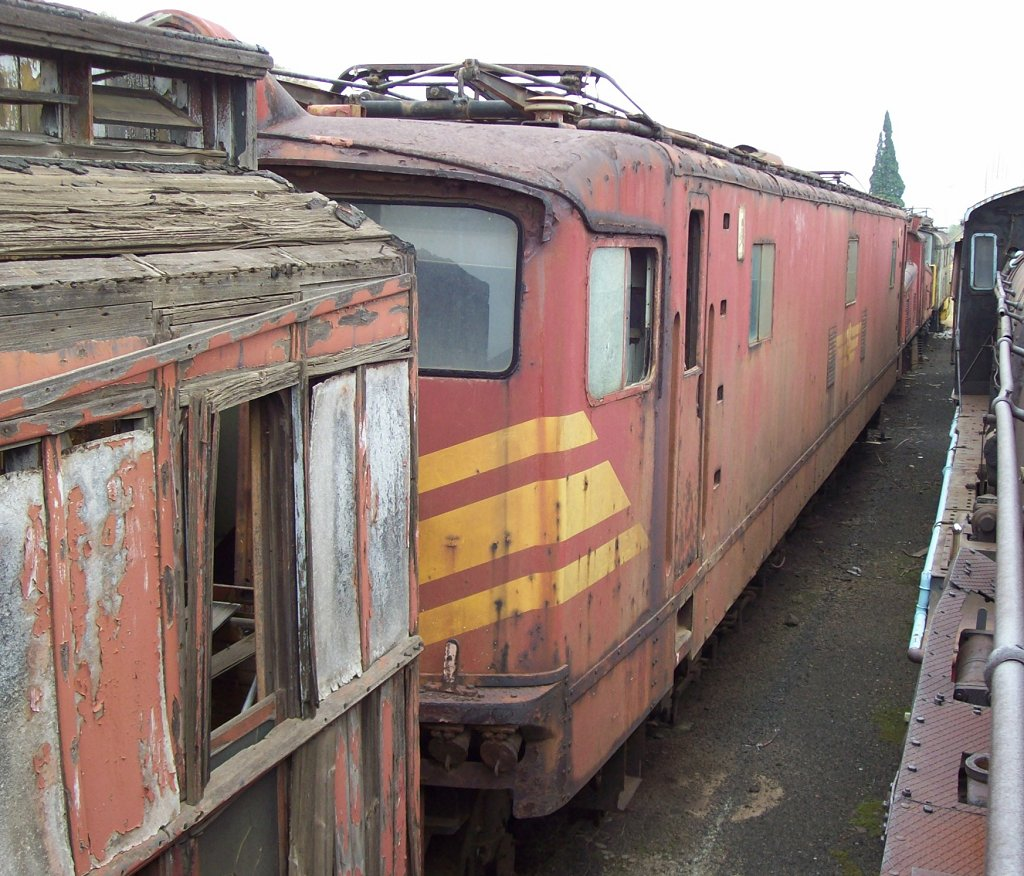
E219 im golfroten Whiskers Livery im Millsite Depot am 14. Dezember 2010